# Lillian Copeland
Lillian Copeland, ameriška atletinja, * 24. september 1904, New York, ZDA, † 7. februar 1964, Los Angeles, ZDA.
Lillian Copeland je nastopila na olimpijskih igrah v letih 1928 v Amsterdamu in 1932 v Los Angelesu. Leta 1932 je postala olimpijska prvakinja v metu diska z novim olimpijskim rekordom, leta 1928 pa je osvojila naslov olimpijske podprvakinje. Večkrat je postavila neuradne svetovne rekorde v metu diska in kopja.